# Microclytus gazellula
Microclytus gazellula är en skalbaggsart som först beskrevs av Samuel Stehman Haldeman 1847.  Microclytus gazellula ingår i släktet Microclytus och familjen långhorningar. Inga underarter finns listade i Catalogue of Life.